# Metamorphose (Album)
Metamorphose ist das achte Studioalbum der deutschen Pop- und Schlagersängerin Vanessa Mai.

## Entstehung und Artwork

### Entstehung
Alle 14 Lieder des Albums wurden von Vanessa Mai selbst, in Zusammenarbeit mit wechselnden Koautoren, geschrieben. Es handelt sich hierbei nach Für immer und Mai Tai um das dritte Album, bei dem Mai als Hauptautorin mitwirkt, zuvor hatte sie lediglich an den beiden Titeln Ich kann heut Nacht nicht schlafen und Nie wieder für ihr viertes Studioalbum Regenbogen mitgeschrieben. Es ist das erste Album, bei dem sie an allen Texten mitgeschrieben hat. Der aus Freising stammende Christoph Cronauer und der Augsburger DJ und Musikproduzent Matthias Zürkler (B-Case) stellen mit je sieben Autorenbeteiligungen die zweitmeisten Titel des Albums. Sechs der sieben Titel schrieben die beiden gemeinsam im Kollektiv mit Christophs Bruder, Daniel Cronauer. Alle drei Autoren traten bereits als Komponisten und Liedtexter an Mais letzten beiden Alben Für immer und Mai Tai in Erscheinung. Die in Mannheim wirkenden Songwriter Jules Kalmbacher und Jens Schneider stellen vier Autorenbeteiligungen und schrieben ebenfalls schon zusammen Titel für den Vorgänger Mai Tai. Kalmbacher war zudem schon auf Für immer als Autor tätig. Der aus Siegen stammende Rapper Robin Wick arbeitete erstmals mit Mai zusammen, er ist bei drei Titeln als Koautor tätig gewesen. Die Musiker Martin Haller und Julian Töws schrieben je zwei Lieder und arbeiteten ebenfalls zum ersten Mal mit Mai. Darüber hinaus sind weitere 25 Autoren engagiert gewesen, die jeweils eine Autorenbeteiligung stellen, darunter Daniel Deimann, Esther Graf, Samuel Harfst, das Produzententeam Junkx, Eike Staab (EstA), Marco Tscheschlok (Takt32), Konstantinos Tzikas (Greckoe) oder Joe Walter.
Der Großteil der Produktion erfolgte durch die Zusammenarbeit von B-Case und Christoph Cronauer. Das Duo produzierte insgesamt neun Titel, für deren Instrumentation sie ebenfalls zuständig waren. So ist B-Case am Bass, Keyboard, Schlagzeug und Synthesizer zu hören, Christoph Cronauer an der Gitarre und ebenfalls am Synthesizer. Nachdem das Duo aus Kalmbacher und Schneider vier Autorenbeteiligungen stellte, sind die beiden auch für die Produktion dieser Lieder zuständig gewesen. Die beiden waren zudem für Teile der Abmischung, Aufnahme, Instrumentation (Bass, Keyboard und Schlagzeug) und Programmierung zuständig. Kalmbacher war darüber hinaus mit, dem aus Trier stammenden, Tontechniker Volker Gebhardt für das Mastering eines Titel verantwortlich. Einen weiteren Titel produzierte das Produzententeam Junkx, das hierfür auch die Programmierung und das Einspielen der Keyboards übernahm. Diese produzierten beziehungsweise schrieben hiermit nach Beste Version – aus dem Album Für immer – zum zweiten Mal ein Lied für Mai. Das Mastering und die Abmischung von neun beziehungsweise acht Titeln erfolgten größtenteils durch GKG Mastering in Freising, unter der Leitung von Ludwig Mayer. Für die Abmischung bekam Mayer Unterstützung durch René Jesser. Sascha Bühren von TrueBusyness Mastering in Berlin tätigte das Mastering für drei Lieder. Das Mastering eines weiteren Titels entstand durch das Brüderpaar Dirk- und Marco Duderstadt. Darüber hinaus waren vereinzelt namhafte Persönlichkeiten wie René Baumann (DJ Bobo) oder Daniel Deimann an der Produktion beteiligt.

### Artwork
Auf dem originalen schwarz-weißen Frontcover des Albums ist – neben dem zentriert angeordnetem Künstlernamen und Albumtitel – Mai zu sehen. Es zeigt sie von der Brust aufwärts mit dem Blick zum Betrachter, während sie ihren linken Mittelfinger, neben ihrem geöffneten Mund ausstreckt. Weitere alternative Coverbilder weisen das gleiche Artwork auf. Eines zeigt sie mit verschränkten Armen hinter ihrem Kopf, eines bei dem sie ihren rechten Mundwinkel nach oben zieht und bei einem anderen wiederum steckt sie sich den Mittelfinger in ihr linkes Nasenloch. Die verschiedenen Coverbilder präsentierte Mai erstmals am 13. April 2022. Sie wurden alle von Victor Schranz geschossen. Die Artworkarbeiten stammen von der Grafik- und Illustrationsagentur Season Zero. Das Frontcover einer limitierten Box ist schlicht in schwarz gehalten, mit dem Künstlernamen und Albumtitel in weißer Aufschrift.

## Veröffentlichung und Promotion

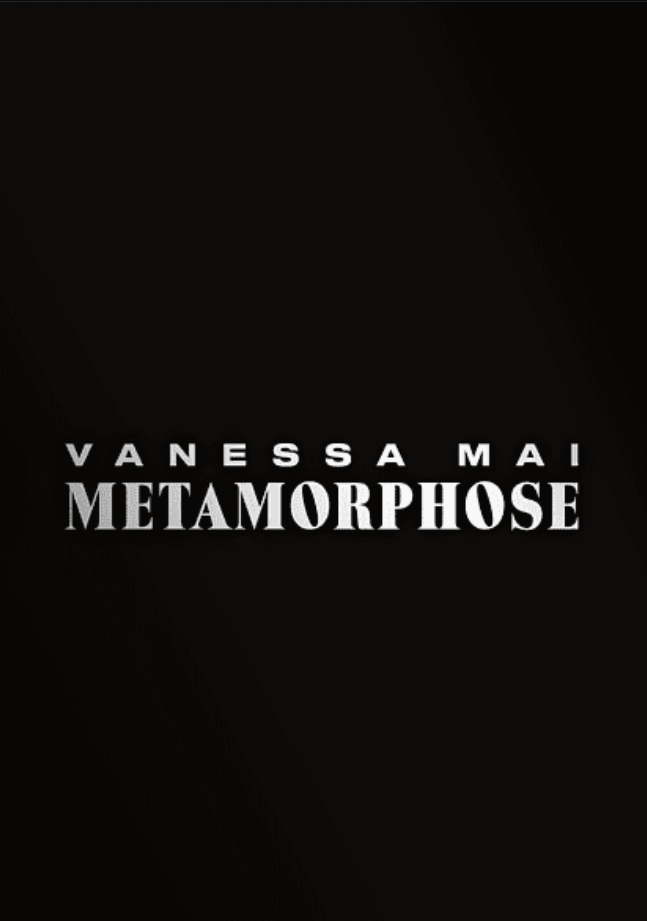
Frontcover des Bosxets.

### Veröffentlichung
Die Erstveröffentlichung von Metamorphose erfolgte am 12. August 2022 als CD, Download und Streaming durch Ariola. Das Erscheinen gab Mai erstmals am 13. April 2022 über Instagram bekannt. Der Vertrieb erfolgt durch Sony Music Entertainment. Alle Lieder wurden durch AFM Publishing und Edition Vanessa Mai verlegt. Darüber hinaus wurden Titel von Sony Music Publishing (10 Titel), BMG Rights Management, Budde Music und Edition Teamscore (je 8 Titel), Good Kid Publishing (4 Titel), Fisherman Songs (3 Titel), Edition Djorkaeff/Beatzarre (2 Titel) sowie 18 weiteren Musikverlagen mit je einem Titel verlegt. Das Album setzt sich aus 14 Neukompositionen zusammen. Die vollständige Titelliste wurde erstmals am 14. Juli 2022 bekannt gegeben.
Zeitgleich mit dem regulären Album erschienen diverse weitere Ausführungen. Neben der Standard-CD mit dem regulären Frontcover erschienen auch limitierte CD-Ausgaben mit drei alternativen Coverbildern. Darüber hinaus erschienen neun weitere CD-Ausführungen, die sich alle durch das beiliegende Merchandise unterscheiden. Zur Auswahl standen verschiedene Pullover, verschiedene Poster mit T-Shirts, eine Jogginghose, eine Mütze, Sandaletten oder ein Strand-Badetuch.
CD-Ausführungen
- Metamorphose Limited Beach Cap Bundle
- Metamorphose Limited Beach Towel Bundle
- Metamorphose Limited Collection Audio CD (Alternativ-Cover #1)
- Metamorphose Limited Collection Audio CD (Alternativ-Cover #2)
- Metamorphose Limited Collection Audio CD (Alternativ-Cover #2)
- Metamorphose Limited Mailetten Bundle
- Metamorphose Limited Pants Bundle
- Metamorphose Limited Shirt + Poster Bundle (Black)
- Metamorphose Limited Shirt + Poster Bundle (Grey)
- Metamorphose Limited Shirt + Poster Bundle (White)
- Metamorphose Limited Sweater Bundle (Black)
- Metamorphose Limited Sweater Bundle (Grey)

### Promotion
Um das Album zu bewerben, trat Mai unter anderem mit Happy End zur Hauptsendezeit bei der Starnacht am Wörthersee am 16. Juli 2022 auf. Am 6. August 2022 trat Mai in der Eurovisionssendung 30 Jahre Andrea Berg auf, wo sie mit Berg das Duett Unendlich sang. Zur Albumpremiere erfolgte ein Livestream-Event auf TikTok, bei dem Mai mit Crazy – im Original von Gnarls Barkley, mit neuem deutschen Text – einen unveröffentlichten Titel präsentierte. Nach der Albumveröffentlichung bewarb der deutsche Fernsehsender RTL Television sein Streamingportal RTL+ mit einem Werbespot, in dem Metamorphose vorgestellt wurde. Am 1. Oktober 2022 nahm sie als Kandidatin in der ARD-Show Frag doch mal die Maus teil und trat dort mit dem Titel 747 auf. In der Giovanni Zarrella Show vom 5. November 2022 trat Mai mit dem Titel 747 auf und verkündete anschließend im Interview das Comeback von Wolkenfrei für das kommende Jahr.

## Inhalt
Alle Liedtexte des Albums sind in deutscher Sprache verfasst, auch wenn es sich bei Happy End (englisch für „glückliches Ende“), No Hard Feelings (englisch für „keine starken Gefühle“), Summer Nights (englisch für „Sommernächte“) und Vibe (englisch für „Stimmung“) um englischsprachige Titelbezeichnungen handelt. Der eigentliche Inhalt dieser Liedtexte ist jedoch auf Deutsch. Die Texte stammen alle von Mai. Sie schrieb diese größtenteils mit den Koautoren Christoph Cronauer und Matthias Zürkler (je 7), Daniel Cronauer (6), Jules Kalmbacher und Jens Schneider (je 4) und Robin Wick (3) sowie 28 weiteren Komponisten und Liedtexter, die nicht mehr als zwei Titel komponierten beziehungsweise schrieben. Musikalisch bewegen sich die Lieder größtenteils im Bereich der Popmusik, stilistisch im Dance-Pop und Popschlager, mit einigen Ausflügen in den deutschen Hip-Hop.
Von einer musikalischen Metamorphose ist die Rede, wenn sich ein Thema in seiner Grundform verändert. Mai selbst beschrieb den Albumtitel mit den Worten, dass sie „wahnsinnig lange“ auf ihre erlangte Freiheit hingearbeitet habe. Für sie bedeute der Begriff das „Sich-frei-Machen“ von all den Regeln, die ihr auferlegt worden seien und von all denen, die hätten bestimmen wollen. Inhaltlich thematisiert sie auf dem Album unter anderem in Happy End das Ende einer Liebesbeziehung und die Schwierigkeit, den anderen zu vergessen, ungesunde Beziehungen in Süchtig oder Melatonin, unanständige Sommernächte in Summer Nights oder das drohende beziehungsweise endgültige Beziehungsende in Bitte geh nicht und Aus & vorbei.
Bei den Liedern Als ob du mich liebst und Unendlich handelt es sich eigentlich um Gastbeiträge, bei denen Mai andere Musiker auf deren Alben unterstützte. Als ob du mich liebst nahm sie zusammen mit dem deutschen Popsänger Mike Singer auf, auf dessen sechstem Studioalbum Emotions das Lied ursprünglich am 14. April 2022 erschien. Das Lied Unendlich nahm sie mit ihrer Schwiegermutter Andrea Berg auf. Es erschien als Teil von Bergs 17. Studioalbum Ich würd’s wieder tun am 29. Juli 2022. Darüber hinaus befinden sich auf dem Album drei Titel, bei denen Mai Unterstützung von Deutschrappern bekam. Melatonin entstand mit ART, Happy End mit Sido und Schwarze Herzen mit Civo. Als Begleitsänger ist neben Mai selbst zusätzlich Christoph Cronauer zu hören.
| #  | Titel                                     | Autor(en) | Produzent(en)                        | Länge |
| -- | ----------------------------------------- | --- | ------------------------------------ | ----- |
| 1  | 747                                       | Philipp Evers, Martin Haller, Jules Kalmbacher, Vanessa Mai, Jens Schneider                                                              | Jules Kalmbacher, Jens Schneider     | 2:23  |
| 2  | Süchtig                                   | Christoph Cronauer, Daniel Cronauer, Vanessa Mai, Matthias Zürkler                                                                       | Christoph Cronauer, Matthias Zürkler | 3:11  |
| 3  | Happy End (feat. Sido)                    | Martin Haller, Jules Kalmbacher, Vanessa Mai, Jens Schneider, Julian Schwizler, Paul Würdig                                              | Jules Kalmbacher, Jens Schneider     | 2:17  |
| 4  | Vibe                                      | Christoph Cronauer, Daniel Cronauer, Vanessa Mai, Matthias Zürkler                                                                       | Christoph Cronauer, Matthias Zürkler | 2:36  |
| 5  | Melatonin (feat. ART)                     | Christoph Cronauer, Daniel Cronauer, Niklas Esterle, Evgenij Kazakov, Adrian Kitzinger, Vanessa Mai, Marco Tscheschlok, Matthias Zürkler | Christoph Cronauer, Matthias Zürkler | 2:19  |
| 6  | Zehenspitzen                              | Josha Aßmann, Vanessa Mai, Eike Staab, Konstantinos Tzikas                                                                               | Christoph Cronauer, Matthias Zürkler | 2:54  |
| 7  | Summer Nights                             | Christoph Cronauer, Daniel Cronauer, Vanessa Mai, Robin Wick, Matthias Zürkler                                                           | Christoph Cronauer, Matthias Zürkler | 2:58  |
| 8  | Schwarze Herzen (feat. Civo)              | Christoph Cronauer, Vanessa Mai, Ben Selimovic, Julian Töws, Matthias Zürkler                                                            | Christoph Cronauer, Matthias Zürkler | 2:24  |
| 9  | Stadtbezirk                               | Christoph Cronauer, Daniel Cronauer, Vanessa Mai, Robin Wick, Matthias Zürkler                                                           | Christoph Cronauer, Matthias Zürkler | 2:49  |
| 10 | No Hard Feelings                          | Esther Graf, David Levy, Vanessa Mai, Robin Wick                                                                                         | Christoph Cronauer, Matthias Zürkler | 2:38  |
| 11 | Bitte geh nicht                           | Jules Kalmbacher, Vanessa Mai, Jens Schneider                                                                                            | Jules Kalmbacher, Jens Schneider     | 2:11  |
| 12 | Als ob du mich liebst (mit Mike Singer)   | Ossama El Bourno, Joshua Harfst, Samuel Harfst, Jules Kalmbacher, Vanessa Mai, Jens Schneider, Mike Singer                               | Jules Kalmbacher, Jens Schneider     | 2:21  |
| 13 | Aus & vorbei                              | Christoph Cronauer, Daniel Cronauer, Vanessa Mai, Julian Töws, Matthias Zürkler                                                          | Christoph Cronauer, Matthias Zürkler | 2:14  |
| 14 | Unendlich (Andrea Berg feat. Vanessa Mai) | Flo August, Jesper Borgen, Daniel Deimann, Andrea Ferber, Junkx, Vanessa Mai, Alexander Pavelich, Andrew Douglas Tyler, Joe Walter       | Junkx                                | 2:49  |

## Singleauskopplungen
Aus Metamorphose wurden sieben Lieder vorab als offizielle Singles veröffentlicht. Den Anfang machte das Stück Happy End am 15. Oktober 2021. Die Kollaboration mit Sido avancierte zum Charthit und erreichte Rang zwölf in Deutschland, Rang 24 in Österreich sowie Rang 30 in der Schweiz. Mai erreichte als Interpretin damit zum fünften Mal die deutschen Singlecharts, nach Wolke 7 und Ich sterb für dich zum dritten Mal die Charts in Österreich sowie nach Ich sterb für dich zum zweiten Mal die Schweizer Hitparade. Als Autorin ist es jeweils ihr erster Charterfolg in allen drei Ländern. In allen drei Ländern konnte sich bis dato keine Single von ihr besser platzieren. Es ist nach Ich sterb für dich das zweite Mal, dass sich eine Single von ihr gleichzeitig in allen D-A-CH-Staaten platzieren konnte.
Am 26. November 2021 erschien mit Als ob du mich liebst die zweite Singleauskopplung. Der eigentliche Gastbeitrag, bei dem sie Mike Singer unterstützte, verfehlte im Gegensatz zu seinem Vorgänger die Singlecharts, konnte sich jedoch in der Chartwoche vom 3. Dezember 2021 auf Rang zwei der deutschen Single-Trend-Charts platzieren.
Als dritte Single erschien Melatonin am 18. Februar 2022. Die Kollaboration mit ART schaffte es für zwei Wochen in die deutschen Singlecharts und erreichte mit Rang 31 seine beste Chartnotierung. Es wurde zu ihrem sechsten Charthit als Interpretin sowie zum zweiten als Autorin. Eine weitere Kollaboration mit einem Deutschrapper erschien mit der vierten Single Schwarze Herzen, die Mai mit Civo aufnahm. Diese erschien am 22. April 2022 und erreichte wie Als ob du mich liebst lediglich die deutschen Single-Trend-Charts. In der Chartwoche vom 29. April 2022 erreichte es seine beste Platzierung mit Rang vier. Am 10. Juni 2022 erschien mit No Hard Feelings die fünfte Single, die sich nicht in den Charts platzieren konnte. Die sechste Single Unendlich wurde am 8. Juli 2022 als Gastbeitrag mit Andrea Berg veröffentlicht und verfehlte ebenfalls den Einstieg in die Singlecharts. Das Lied konnte sich jedoch auf Rang drei der deutschen Konservativ Pop Airplaycharts, Rang 14 der Single-Trend-Charts sowie auf Rang 100 der Airplaycharts platzieren. 2022 belegte Unendlich Rang 19 der Konservativ-Pop-Airplay-Jahrescharts.
Am 29. Juli 2022 erschien mit 747 die letzte Singleauskopplung des Albums. Wie seine letzten beiden Vorgänger verfehlte es die Singlecharts, konnte sich jedoch auf Rang 49 der deutschen Konservativ Pop Airplaycharts platzieren. Alle Singles erschien als Einzeltracks zum Download und Streaming, nur No Hard Feelings erschien in einer erweiterten Fassung, die die vorherigen Singleauskopplungen als B-Seiten enthält. Zu den Liedern Happy End, Als ob du mich liebst, Melatonin, Schwarze Herzen, No Hard Feelings und Unendlich erschienen Musikvideos, die allesamt unter der Regie des Mannheimers Mikis Fontagnier entstanden. Bei Melatonin erhielt er Unterstützung durch Jan Mroczkowski. Neben den sieben Singles erschien am Tag der Albumveröffentlichung eine Videoauskopplung zu Aus & vorbei. Das Video hierzu stammt ebenfalls von Fontagnier.

## Tournee

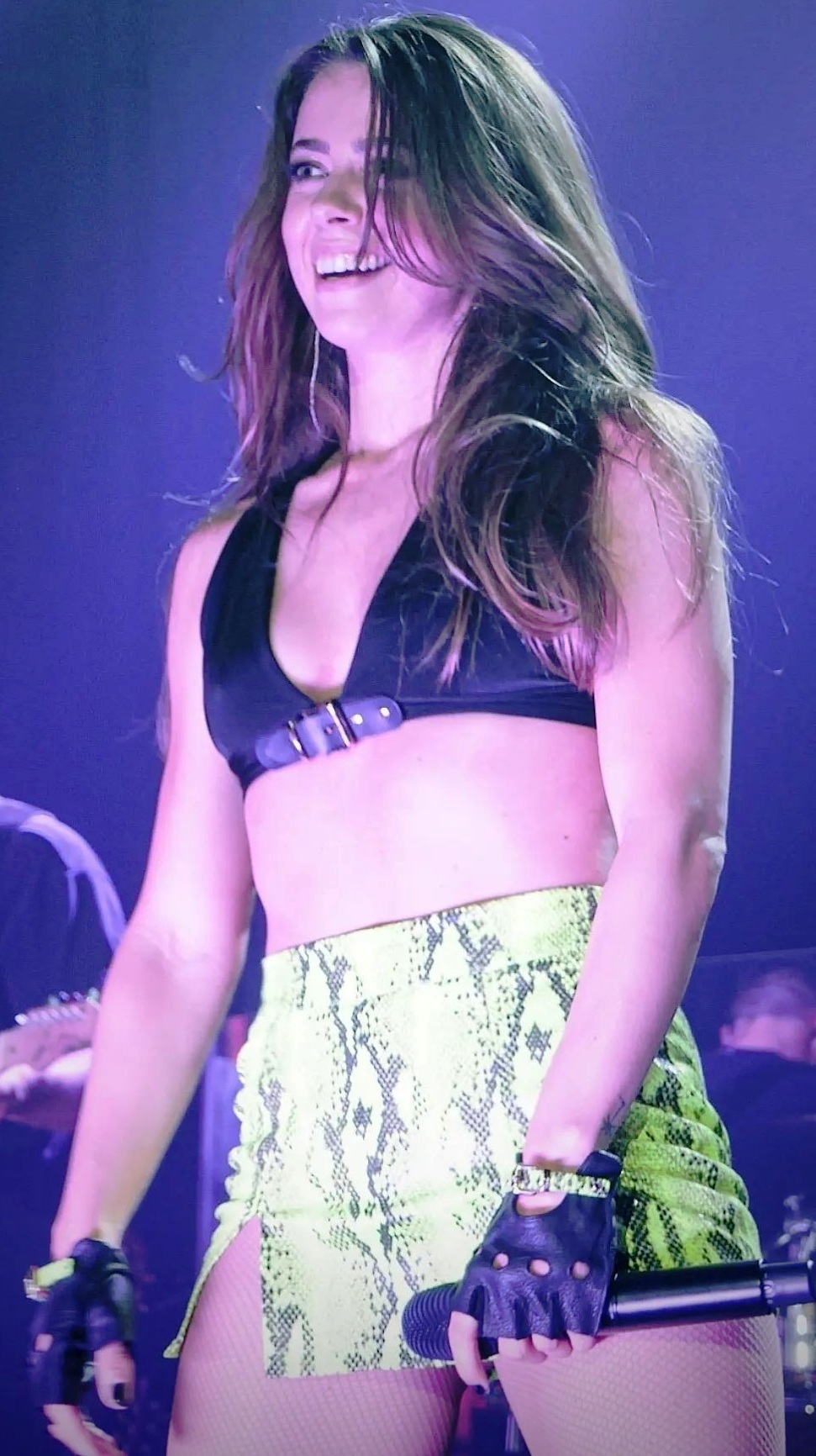
Mai während der Für immer Tour in Frankfurt am Main.

Mais letzte vollständige Konzertreihe absolvierte sie zwischen dem 25. November 2019 und 28. November 2019 mit der Teaser-Clubshow Tour, einer kleinen Promotiontour mit vier Konzerten, bei dem sie das vorletzte Studioalbum Für immer vorstellte. Im Jahr 2020 sollte mit der Für immer Tour die zweite und größere Tournee mit dem Album folgen. Diese plante man zwischen dem 2. Oktober 2020 und dem 15. Oktober 2020. Die Bekanntgabe der Tournee erfolgte über die sozialen Netzwerke am 13. Dezember 2019. Aufgrund der COVID-19-Pandemie musste die Konzertreihe mehrfach verschoben werden. Sie erfolgte schließlich im Zeitraum vom 16. Mai 2022 bis zum 20. September 2022 und führte Mai mit ihrer Begleitband durch elf deutsche Städte. Die Konzertreihe erfolgte in zwei Abschnitten. Der erste Teil fand am 16. Mai 2022 in Köln und am 17. Mai 2022 in München statt. Der zweite Teil startete am 8. September 2022 in Frankfurt am Main und endete am 20. September 2022 in Dresden. Die Begleitband von Mai bestand aus den vier Musikern Jens Golücke (Schlagzeug), Sebastian Motz (Keyboard), Jan Stürmer (Gitarre) und Martin Ziaja (Bass) sowie den Begleitsängern Eva Becker und Nico Gomez. Während der Tour präsentierte Mai zusammen mit ihrer Begleitband 22 unterschiedliche Titel, darunter zwei Medleys. Ursprünglich war die Tour zur Präsentation von Für immer geplant, jedoch bestand die Setlist letztendlich aus einer Art Best Of, wobei Für immer mit sechs Liedern die meisten vollwertigen Titel stellte. Obwohl Metamorphose zum Zeitpunkt der Tour das aktuellste Album war, wurden hieraus nur die drei Titel 747, Happy End und Süchtig gespielt. Während der Tour wurde mindestens ein Titel aus jedem ihrer bis dato acht erschienenen Studioalben gespielt.

## Mitwirkende
Albumproduktion
- Josha Aßmann: Komponist (Lied 6), Liedtexter (Lied 6)
- Flo August: Komponist (Lied 14), Liedtexter (Lied 14)
- René Baumann (DJ Bobo): Tonmeister (Lied 14)
- Jesper Borgen: Komponist (Lied 14), Liedtexter (Lied 14)
- Ossama El Bourno: Komponist (Lied 12), Liedtexter (Lied 12)
- Sascha Bühren: Mastering (Lieder: 1, 3, 11)
- Civo: Rap (Lied 8)
- Christoph Cronauer: Begleitgesang (Lieder: 2, 4, 6–9, 13), Gitarre (Lieder: 2, 4–10, 13), Komponist (Lieder: 2, 4–5, 7–9, 13), Liedtexter (Lieder: 2, 4–5, 7–9, 13), Musikproduzent (Lieder: 2, 4–10, 13), Synthesizer (Lied 10)
- Daniel Cronauer: Komponist (Lieder: 2, 4–5, 7, 9, 13), Liedtexter (Lieder: 2, 4–5, 7, 9, 13)
- Daniel Deimann: Keyboard (Lied 14), Komponist (Lied 14), Liedtexter (Lied 14), Programmierung (Lied 14)
- Dirk Duderstadt: Mastering (Lied 14)
- Marco Duderstadt: Mastering (Lied 14)
- Niklas Esterle: Komponist (Lied 5), Liedtexter (Lied 5)
- Philipp Evers: Komponist (Lied 1), Liedtexter (Lied 1)
- Andrea Ferber (Andrea Berg): Gesang (Lied 14), Komponist (Lied 14), Liedtexter (Lied 14)
- Samuele Frijo (Frio): Abmischung (Lied 5)
- Volker Gebhardt: Mastering (Lied 12)
- Esther Graf: Komponist (Lied 10), Liedtexter (Lied 10)
- Martin Haller: Komponist (Lieder: 1, 3), Liedtexter (Lieder: 1, 3)
- Joshua Harfst: Komponist (Lied 12), Liedtexter (Lied 12)
- Samuel Harfst: Komponist (Lied 12), Liedtexter (Lied 12)
- René Jesser: Abmischung (Lieder: 2, 4, 6–10, 13)
- Junkx: Keyboard (Lied 14), Komponist (Lied 14), Liedtexter (Lied 14), Musikproduzent (Lied 14), Programmierung (Lied 14)
- Jules Kalmbacher: Abmischung (Lieder: 1, 3, 11), Bass (Lieder: 1, 3, 11), Keyboard (Lieder: 1, 3, 11), Komponist (Lieder: 1, 3, 11–12), Liedtexter (Lieder: 1, 3, 11–12), Mastering (Lied 12), Musikproduzent (Lieder: 1, 3, 11–12), Programmierung (Lieder: 1, 11), Schlagzeug (Lieder: 1, 3, 11), Tonmeister (Lieder: 10, 14)
- Evgenij Kazakov: Komponist (Lied 5), Liedtexter (Lied 5)
- Adrian Kitzinger (ART): Komponist (Lied 5), Liedtexter (Lied 5), Rap (Lied 5)
- David Levy: Komponist (Lied 10), Liedtexter (Lied 10)
- Vanessa Mai: Begleitgesang (Lieder: 1, 11), Gesang (Lieder: 1–14), Komponist (Lieder: 1–14), Liedtexter (Lieder: 1–14)
- Ludwig Mayer: Abmischung (Lieder: 2, 4, 6–10, 13), Mastering (Lieder: 2, 4–10, 13)
- Alexander Pavelich: Komponist (Lied 14), Liedtexter (Lied 14)
- Jens Schneider: Abmischung (Lieder: 1, 3, 11–12), Bass (Lieder: 1, 3, 11), Keyboard (Lieder: 1, 3, 11), Komponist (Lieder: 1, 3, 11–12), Liedtexter (Lieder: 1, 3, 11–12), Musikproduzent (Lieder: 1, 3, 11–12), Programmierung (Lieder: 1, 11), Schlagzeug (Lieder: 1, 3, 11), Tonmeister (Lieder: 10, 14)
- Julian Schwizler: Komponist (Lied 3), Liedtexter (Lied 3)
- Ben Selimovic: Komponist (Lied 8), Liedtexter (Lied 8)
- Mike Singer: Gesang (Lied 12), Komponist (Lied 12), Liedtexter (Lied 12)
- Eike Staab (EstA): Komponist (Lied 6), Liedtexter (Lied 6)
- Alexander Strasser: Tonmeister (Lied 14)
- Julian Töws: Komponist (Lieder: 8, 13), Liedtexter (Lieder: 8, 13)
- Marco Tscheschlok (Takt32): Komponist (Lied 5), Liedtexter (Lied 5)
- Andrew Douglas Tyler: Komponist (Lied 14), Liedtexter (Lied 14)
- Konstantinos Tzikas (Greckoe): Komponist (Lied 6), Liedtexter (Lied 6)
- Joe Walter: Komponist (Lied 14), Liedtexter (Lied 14)
- Alex White: Tonmeister (Lied 14)
- Robin Wick: Komponist (Lieder: 7, 9–10), Liedtexter (Lieder: 7, 9–10)
- Paul Würdig (Sido): Liedtexter (Lied 3), Rap (Lied 3)
- Matthias Zürkler (B-Case): Bass (Lieder: 2, 4–10, 13), Keyboard (Lieder: 2, 4–10, 13), Komponist (Lieder: 2, 4–5, 7–9, 13), Liedtexter (Lieder: 2, 4–5, 7–9, 13), Musikproduzent (Lieder: 2, 4–10, 13), Schlagzeug (Lieder: 2, 4–10, 13), Synthesizer (Lied 10)

Visualisierung (Cover)
- Victor Schranz: Fotograf
- Season Zero: Artwork

Unternehmen
- AfM Publishing: Verlag (Lieder: 1–14)
- Ariola: Musiklabel
- Berg-Werk Musikverlag: Verlag (Lied 14)
- BMG Rights Management: Verlag (Lieder: 1, 3, 5–6, 10–12, 14)
- Budde Music: Verlag (Lieder: 1, 4–5, 7–9, 12–13)
- Edition 23Hours: Verlag (Lied 5)
- Edition Air Force One: Verlag (Lied 10)
- Edition B5L: Verlag (Lied 6)
- Edition Cataleya: Verlag (Lied 6)
- Edition Djorkaeff/Beatzarre: Verlag (Lieder: 5, 8)
- Edition El Bourno: Verlag (Lied 12)
- Edition Essah: Verlag (Lied 5)
- Edition Junkx: Verlag (Lied 14)
- Edition Ooks & Crooks: Verlag (Lied 14)
- Edition Spinne: Verlag (Lied 8)
- Edition Teamscore: Verlag (Lieder: 1, 4–5, 7–9, 12–13)
- Edition Vanessa Mai: Verlag (Lieder: 1–14)
- Edition Weare2000: Verlag (Lied 10)
- Fisherman Songs: Verlag (Lieder: 3, 5, 8)
- GKG Mastering: Abmischung (Lieder: 2, 4, 6–10, 13), Mastering (Lieder: 2, 4–10, 13)
- Goldzweig: Verlag (Lied 3)
- Good Kid Publishing: Verlag (Lieder: 1, 3, 11–12)
- Good Kid Studio: Tonstudio (Lieder: 1, 11)
- Hanseatic Musikverlag: Verlag (Lied 5)
- Joe Walter Musikverlag: Verlag (Lied 14)
- Junkx Music Studios: Abmischung (Lied 14)
- Sony Music Entertainment: Vertrieb
- Sony Music Publishing: Verlag (Lieder: 3–10, 13–14)
- Starting Lineup Music Publishing: Verlag (Lied 5)
- Sunset Studios: Tonstudio (Lied 14)
- TrueBusyness Mastering: Mastering (Lieder: 1, 3, 11)
- Warner/Chappell Musikverlag: Verlag (Lied 14)
- We Publish Music: Verlag (Lied 12)
- Whizz Kid II Publishing: Verlag (Lied 14)

## Rezensionen
- Das deutschsprachige Online-Magazin Musicheadquarter vergab sieben von neun Punkten für Metamorphose. Die Rezensentin beschrieb den Albumtitel als „äußerst passend“ gewählt, denn Metamorphose sei das Ergebnis eines Weges, auf dem sich Mai von ihren Anfängen in der Schlagerwelt immer mehr emanzipiert und ihren eigenen Stil entwickelt habe. Dies sei musikalisch, noch mehr jedoch an den Texten zu erkennen. Während sich diese auf vorherigen Alben noch ganz gut in die „heile Schlagerwelt“ eingefügt hätten, erzähle sie nun mit „recht offenen Worten“ von ungesunden Beziehungen (Süchtig und Melatonin) oder von ziemlich „unanständigen“ Sommernächten (Summer Nights). Das Album sei jedoch keineswegs düster oder melancholisch, dagegen würden die aüßerst tanzbaren Beats sprechen. Es gäbe auch positive Titel wie das „optimistische“ 747, das „verliebte“ Zehenspitzen oder die „Partynummer“ Stadtbezirk. Insgesamt werde auf Metamorphose mehr als deutlich, dass aus dem „netten Schlagersternchen“ endgültig eine „selbstbewusste starke Frau“ geworden sei. Und auch wenn ihre neuen Lieder nicht immer den persönlichen Musikgeschmack der Rezensentin treffen würden, habe diese „sehr viel“ Sympathie und Respekt für Mai, die erfolgreich ihren eigenen Weg gehe.[17]

- Dominik Lippe von laut.de vergab zwei und fünf möglichen Sternen. Er ist der Meinung, dass sich das Album nur geringfügig vom Vorgänger Mai Tai unterscheide. Mai betrauere noch immer „zerbrochene Beziehungen“ und tanze durch „lange Sommernächte im Stadtbezirk“. Statt mit Olexesh binde sie nun das „junge Publikum“ mit „Playlist-Rappern“ wie ART oder Civo. Oftmals würden die Lieder so schlicht klingen, als hätten ältere Menschen diese mit dem Ziel konzipiert, jugendlich zu klingen. In Happy End betrauere Mai beispielsweise eine Beziehung, der „kein Happy End“ beschieden war. „Wir fühlen den Vibe, beste Leben“, singe sie mit „flotter Jugendsprache“ an der „Roofbar mit Tequila auf Eis“. Damit könne sich die dort kellnernde und wegen steigernder Mieten schon bald vertriebene Jugend mit Sicherheit identifizieren. In Wahrheit ziele das Stück wohl eher auf Firmenfeiern ab, wenn sich der Pegel zu fortgeschrittener Stunde allmählich der gewünschten Atmosphäre annähere. Brauchbar dürfte er zudem auf der After-Show-Party der Bambiverleihung sein, wo dann auch die „Bunte-Chefin“ eine flotte Sohle aufs Parkett legen würde.

Anstelle der eigenen Neuerfindung behalte Metamorphose immer mehrere Märkte gleichzeitig im Blick. „Harmlos sympathischer Pop“ (747) wechsele sich mit „Fernsehgarten-Sound“ (Summer Nights und Süchtig) und „Weichspül-Trap“ (Melatonin) ab. Am Ende halte dank Andrea Berg gar „lachhafter Pathos“ und ein Kinderchor Einzug (Unendlich). So bleibe Mai in einem beständigen Spannungsverhältnis zwischen „schüchternen Schwärmereien“ und „starker Sinneslust“, Streaming-Playlisten und Schlagerparaden, „treuherzigen Teenies“ und „blauäugigen Boomern“ gefangen.

## Chartplatzierungen
Metamorphose stieg am 19. August 2022 auf Rang drei der deutschen Albumcharts ein, was zugleich die beste Chartnotierung darstellte. Das Album musste sich lediglich Deceivers (Arch Enemy) und dem Spitzenreiter 11:11 (Cro) geschlagen geben. Bis zum 15. September 2022 platzierte sich das Album eine Woche in den Top 10 und vier Wochen in den Top 100. In den wöchentlichen Schlagercharts erreichte das Album die Chartspitze am 19. August 2022, in den monatlichen Schlagercharts belegte es im August 2022 den vierten Rang. Darüber hinaus erreichte es die Chartspitze der deutschsprachigen Albumcharts sowie Rang sieben der Downloadcharts. Am Ende des Jahres belegte Metamorphose Rang 30 der Schlager-Jahrescharts.
In Österreich erreichte das Album Rang neun und platzierte sich ebenfalls eine Woche in den Top 10 und zwei Wochen in den Charts. Seit acht Jahren platzierte sich kein Album von Mai schlechter in den österreichischen Albumcharts, in diesem Zeitraum schafften es sechs Alben bessere Chartplatzierungen zu erreichen. Nur das Dabütalbum Endlos verliebt (Rang 32, 2014) platzierte sich bis dato schlechter. In der Schweiz platzierte sich Metamorphose eine Woche in den Charts und erreichte dabei Rang 24. Hier platzierten sich die letzten fünf Alben besser, hier gelang letztmals mit Wachgeküsst (Rang 25, 2015) eine schlechtere Platzierung.
Für Mai ist es je das achte Chartalbum in Deutschland, Österreich und der Schweiz. Es avancierte zum siebten Top-10-Album in Deutschland und Österreich. In den deutschen Schlagercharts ist es bereits ihr siebtes Nummer-eins-Album, in den deutschsprachigen Albumcharts nach Regenbogen, Schlager und Für immer ihr viertes.